# Lauris Dārziņš
Lauris Dārziņš (ur. 28 stycznia 1985 w Rydze) – łotewski hokeista, reprezentant Łotwy, trzykrotny olimpijczyk.

## Kariera
- HK Lido Nafta Riga (2000–2001)
- Lukko U18 (2001–2003)
- Lukko U20 (2001–2004)
- Kelowna Rockets (2004–2006)
- Ilves (2006)
- VHK Vsetín (2006–2007)
- HC Oceláři Trzyniec (2007)
- HK Homel (2007–2008)
- Dinamo Ryga (2008–2011)
- Ak Bars Kazań (2011–2013)
- Traktor Czelabińsk (2013)
- Czełmiet Czelabińsk (2013)
- Dinamo Ryga (2014–2016, 2016–)

Wychowanek klubu BHS. Karierę rozwijał w fińskim klubie Rauman Lukko. Od maja 2011 zawodnik Ak Bars Kazań. Od czerwca 2013 w klubie Traktor Czelabińsk. W grudniu usunięty ze składu i wystawiony na listę transferową, wobec braku zainteresowania nim ze strony innych klubów został przekazany do zespołu farmerskiego Czełmiet Czelabińsk, a 14 grudnia 2013 zwolniony. Od stycznia 2014 ponownie zawodnik Dinamo Ryga. Zwolniony w lutym 2016. W sierpniu 2016 podpisał nową umowę z tym klubem.
Uczestniczył w turniejach mistrzostw świata w 2005, 2006, 2007, 2008, 2009, 2010, 2011, 2013, 2015, 2019, 2021 oraz zimowych igrzysk olimpijskich 2010, 2014, 2022. Został wybrany chorążym ekipy Łotwy na Zimowe Igrzyska Olimpijskie 2022.

## Sukcesy

### Klubowe
- Ed Chynoweth Cup: 2005 z Kelowna Rockets

### Indywidualne
- Mistrzostwa Świata Juniorów w Hokeju na Lodzie 2005/I Dywizja#Grupa B:
  - Czwarte miejsce w klasyfikacji strzelców turnieju: 4 goli[10]
  - Pierwsze miejsce w klasyfikacji asystentów turnieju: 6 asyst[11]
  - Trzecie miejsce w klasyfikacji kanadyjskiej turnieju: 10 punktów[12]
  - Czwarte miejsce w klasyfikacji +/- turnieju: +7[13]
- KHL (2010/2011):
  - Mecz Gwiazd KHL
- Mistrzostwa Świata w Hokeju na Lodzie 2013/Elita:
  - Piąte miejsce w klasyfikacji strzelców turnieju: 5 goli
  - Jeden trzech najlepszych zawodników reprezentacji[14]
- Hokej na lodzie na Zimowych Igrzyskach Olimpijskich 2014 – turniej mężczyzn:
  - Trzecie miejsce w klasyfikacji strzelców turnieju: 4 gole
- Mistrzostwa Świata w Hokeju na Lodzie 2015/Elita:
  - Jeden z trzech najlepszych zawodników reprezentacji na turnieju[15]